# Barnt Green
Barnt Green – wieś w Anglii, w hrabstwie Worcestershire, w dystrykcie Bromsgrove. Leży 25 km na północny wschód od miasta Worcester i 160 km na północny zachód od Londynu. Miejscowość liczy 1733 mieszkańców.